# Hildegarda Burjan
Hildegarda Burjan, właśc. niem. Hildegard Burjan (ur. 30 stycznia 1883 w Görlitz, zm. 11 czerwca 1933 w Wiedniu) – austriacka działaczka społeczna, feministka, założycielka świeckiej wspólnoty „Caritas Socialis” (CS), błogosławiona Kościoła rzymskokatolickiego.
Urodziła się w Görlitz w rodzinie niemieckich Żydów. Studiowała germanistykę i filozofię na Uniwersytecie w Zurychu. W 1907 wyszła za mąż za Węgra Alexandra Burjana, z którym zamieszkała w Wiedniu. W 1909 przyjęła katolicki chrzest. Oddała się pracy społecznej, zakładając w 1912 Stowarzyszenie Chrześcijańskich Chałupniczek. Po I wojnie światowej została radną miejską w Wiedniu, a w 1919 weszła do parlamentu jako pierwsza kobieta z partii chrześcijańsko-społecznej. Pracowała na rzecz ochrony państwa nad matką i dzieckiem i edukacji kobiet.
W 1919 założyła zgromadzenie zakonne Caritas Socialis.
W 1963 kardynał Franz König otworzył proces beatyfikacyjny, który trwał 49 lat. Została beatyfikowana 29 stycznia 2012 przez Benedykta XVI. Uroczystego aktu w imieniu papieża dokonał prefekt Kongregacji Spraw Kanonizacyjnych, kardynał Angelo Amato.